# Three Rock Mountain
Three Rock Mountain (en irlandais : Binn Trí Charraig, anciennement Sliabh Ruadh) est un sommet des montagnes de Wicklow culminant à 444 mètres d'altitude, dans le comté de Dún Laoghaire-Rathdown en Irlande.